# Аджубей Олексій Іванович
Олексій Іва́нович Аджубе́й (9 січня 1924, Самарканд — 19 березня 1993, Москва) — радянський журналіст, публіцист, головний редактор газет «Комсомольська правда» (1957—1959) та «Ізвестія» (1959—1964). Депутат Верховної Ради СРСР, член ЦК КПРС. Зять Микити Хрущова. Член ЦК КПРС у 1961—1964 роках. Депутат Верховної Ради СРСР 5—6-го скликань.

## Життєпис
Народився в родині Івана Савелійовича Аджубея (колишнього співака Санкт-Петербурзької опери під псевдонімом «Войтенко» та викладача вокалу в Ленінграді) та Ніни Матвіївни Гупало (сестри милосердя в госпіталі Самарканда та кравчині ательє «Всекохудожник» у Москві). У 1926 році батьки розлучилися. Ніна Гупало вийшла вдруге заміж за юрисконсульта Михайла Олександровича Гапєєва. Нова родина часто переїжджала, Олексій Аджубей жив у Бухарі, Новому Кагані, Караганді. Влітку 1932 року Михайло Гапєєв помер у Караганді, а Ніна Матвіївна разом із малим Олексієм переїхала до Москви, де проживала в комунальній квартирі на вулиці Воронцовській.
Олексій Аджубей навчався в 478-й трудовій політехнічній школі Москви. У 1940—1941 роках працював в геологорозвідувальній експедиції в Казахстані. У жовтні 1941 року повернувся до Москви, екстерном закінчив школу.
З 1942 по 1943 рік служив у навчальній військовій частині, а з початку 1943 по 1945 рік — в армійському ансамблі пісні і танцю Московського військового округу. У 1943 році деякий час навчався в Школі-студії МХАТ. Червоноармієць Аджубей нагороджений медалями «За оборону Москви» (наказом ПУ МВО від 15 липня 1944) і «За перемогу над Німеччиною» (наказом політуправління МВО №: 30 від: 23.06.1945 року).
Після війни, в 1945 році, знову вступив на навчання в Школу-студію МХАТ (навчався на одному курсі з Олегом Єфремовим в мастерні Павла Массальського і Йосипа Раєвського), а в 1948 році перейшов на факультет журналістики Московського державного університету імені Ломоносова, який закінчив у 1952 році.
31 серпня 1949 року одружився зі своєю однокурсницею Радою Хрущовою, донькою Микити Хрущова.
У 1951—1959 роках працював у газеті «Комсомольська правда»: з 1951 по 1952 рік — стажером спортивного відділу, з 1952 по 1957 рік — завідувачем відділу, з 1957 по 1959 рік — головним редактором. Член КПРС з 1953 року.
14 травня 1959 року Аджубей був призначений головним редактором газети «Ізвєстія». При ньому газета стала одним із символів «хрущовської відлиги». Почавши з 1,6 млн примірників, до жовтня 1964 року тираж «Ізвєстій» перевищував 6 млн примірників.
1959 — був ініціатором створення Спілки журналістів СРСР. Брав участь у підготуванні промов для Микити Хрущова.
1960 — разом з іншими журналістами (Миколою Грибачовим, Юрієм Жуковим, Леонідом Іллічовим та ін.) написав книгу «Лицом к лицу с Америкой». — про поїздку Микити Хрущова в США.
18 червня 1960 року із залученням Спілки журналістів СРСР відновив випуск щотижневої газети «За рубежом».
З 1960 року організував випуск тижневика «Неделя» — фактично єдиного в той момент і на довгі роки неполітичного видання такого формату в СРСР.
На XXII з'їзді КПРС в жовтні 1961 року обраний членом ЦК КПРС.
17 серпня 1963 року надрукував в «Ізвєстіях» заборонену на той час поему Олександра Твардовського «Тьоркін на тому світі».
Після зняття Хрущова з вищих партійних посад, 14 жовтня 1964 року, Аджубея звільнили з посади головного редактора газети «Ізвєстія». 16 листопада 1964 року на Пленумі ЦК КПРС його вивели зі складу ЦК КПРС і скерували завідувачем відділу публіцистики журналу «Радянський Союз» (підлеглих у відділі не було), Друкувався під псевдонімом Радін.
З 1992 року і до кінця свого життя Аджубей був головним редактором газети «Третье сословие».
Помер 19 березня 1993 року в Москві. Похований на Введенському кладовищі (20 ділянка).

## Сім'я
- Тесть — Хрущов Микита Сергійович (1894—1971)
- Теща — Хрущова Ніна Петрівна (1900—1984)
- Дружина — Аджубей Рада Микитівна (Хрущова) (1929—2016) — журналістка.[9]
- Син — Аджубей Микита Олексійович (1952—2007), письменник
- Син — Аджубей Олексій Олексійович (1954—2024)[10],
- Син — Аджубей Іван Олексійович (1959), викладач Гарвардського університету.

## Автор праць
- «Лицом к лицу с Америкой» (1960)
- «День мира» (1961)
- «Те десять лет» (1989)
- «Крушение иллюзий. Время в событиях и лицах» (1991)

## Цікаві факти
- Популярна приказка часів Хрущова: «Не имей сто рублей, а женись как Аджубей».[11]
- Гумористи прозвали його «околоРадским жуком».

## Нагороди та відзнаки
- орден Леніна (4.05.1962)
- медалі
- Ленінська премія (1960) — за участь у створенні книги «Віч-на-віч з Америкою» (про поїздку Микити Хрущова в США).[12].